# 泉屋誠三
泉屋 誠三（いずみや せいぞう、1961年10月12日 - ）は松濤館流の空手師範。日本空手協会の第40回全国空手道選手権大会で総合優勝を収めた。泉屋は現在、日本空手協会の師範と専務理事を務めている。

## 経歴
1961年10月12日に北海道生まれ。中学1年生の時に空手の稽古を始めた。泉屋は駒沢大学に進学した。

## 競技歴
泉屋は空手協会の組手競技と型競技の双方で大きな成功を収めた。

### 主要な大会における成績
- 第37回JKA全国空手道選手権（1994）-組手競技3位
- 第40回JKA全国空手道選手権（1997）-総合優勝; 型競技1位; 組手競技2位
- 第7回松濤ワールドカップ空手道選手権大会（パリ、1998年）-型競技2位
- 第41回JKA全国空手道選手権（1998）-型競技2位
- 第42回JKA全国空手道選手権（1999）-型競技2位
- 第43回JKA全国空手道選手権（2000）-型競技2位
- 第8回松濤ワールドカップ空手道選手権大会（東京、2000）-型競技2位